# Thomas Mostyn (pirate)
Ne doit pas être confondu avec Thomas Mostyn.
Thomas Mostyn, né vers 1695 et mort en 1716, est un capitaine de navire, pirate et marchand d'esclaves, vraisemblablement américain.
Il est actif entre New York et l'océan Indien, et plus tard dans les Caraïbes. Il était l'un des commerçants employés par le marchand new-yorkais Frederick Philipse (en) pour acheminer clandestinement des fournitures aux pirates de Madagascar.

## Biographie
Mostyn part en 1695 de New York vers Madagascar, faisant escale au poste de traite pirate d'Adam Baldridge à l'Île Sainte-Marie en août. Il s'y arrête pour caréner son navire la Katherine de 20 hommes et de 160 tonnes, vendant ses marchandises aux différents pirates de l'île avant de naviguer vers Madagascar pour embarquer des esclaves pour le voyage de retour à New York. La Katherine n'a pas d'armes et est probablement destiné à la contrebande plutôt qu'au piratage. Il appartient à Frederick Philipse et a été affrété par le gouverneur Benjamin Fletcher (en), qui sera plus tard démis de ses fonctions pour ses relations avec les pirates.
En 1697, Mostyn, avec Robert Allison, effectuent un autre voyage vers la colonie de Baldridge pour le compte de Philipse, cette fois à bord du Fortune de 150 tonnes, 20 hommes et 8 canons. Parmi ses officiers se trouve le second maître Hendrick van Hoven (en), qui deviendra plus tard capitaine pirate à son compte. Arrivé au port en juin, il vend ses marchandises à des pirates (dont John Hoar) et, après un bref séjour, part rassembler des esclaves pour le voyage de retour. En juillet de cette année-là, Baldridge achète une partie de la propriété du brigantin Swift en visite, sur lequel il navigue vers Madagascar pour faire du commerce. En mer, il rencontre Mostyn, qui l'avertit que les indigènes se sont révoltés, ont pillé la colonie et tué un certain nombre de pirates qui étaient à terre, parmi eux Hoar. Mostyn convainc Baldridge d'abandonner la colonie et ils retournent ensemble en Amérique, Mostyn transportant plusieurs pirates qui avaient choisi de prendre leur retraite. À son retour, le Fortune est saisi par suspicion de piraterie.
Lorsque les tribus indigènes envahissent la colonie de Baldridge, certains membres de l’équipage de Hoar survivent en s’alliant avec des tribus rivales. Parmi eux se trouve Otto Van Tuyl, qui naviguera plus tard avec Robert Culliford lors de sa visite sur l'île en 1698-1699, et a ensuite réservé un passage pour la Nouvelle-Angleterre à bord d'un navire marchand. Van Tuyl et Mostyn ont tous deux fait des allers-retours dans la région. Quelques années plus tard, le frère d'Otto, Aert (Ort) Van Tuyl, navigue dans la région sous John James (peut-être aussi sous George Booth et John Bowen) et est l'instigateur du pillage du navire de Mostyn.
Mostyn retourne finalement vers les Amériques. En 1716, les Espagnols renforcent l'interdiction faite aux non-Espagnols de couper du bois de sciage dans la baie de Campêche et dans le golfe du Honduras. Ils capturent un certain nombre de navires anglais et mettent leurs équipages à bord de petits sloops. Certains équipages se sont tournés vers la piraterie : « ces hommes étant désespérés par leurs malheurs et rencontrant les Pirates, ils s'en sont pris à eux et ont ainsi augmenté leur nombre. » Le brigantin de Mostyn, à destination de la Nouvelle-Angleterre, est répertorié parmi leurs victimes. Il semblerait qu'il ait trouvé la mort à ce moment-là.